# Botanophila menyuanensis
Botanophila menyuanensis este o specie de muște din genul Botanophila, familia Anthomyiidae, descrisă de Zheng și Fan în anul 1990.
Este endemică în Qinghai. Conform Catalogue of Life specia Botanophila menyuanensis nu are subspecii cunoscute.